# Ruine Fürstenstein

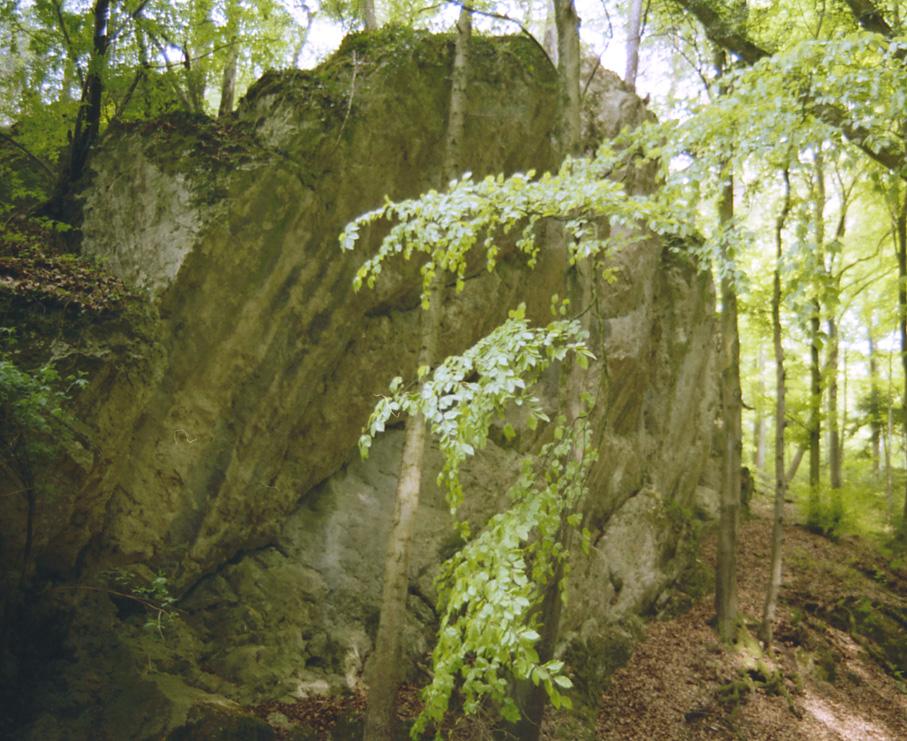
Burgfelsen der Ruine Fürstenstein

Die Ruine Fürstenstein liegt auf dem Gemeindebann von Ettingen im Kanton Basel-Landschaft in der Schweiz.

## Lage
Die Ruine der Höhenburg liegt südwestlich von Ettingen bzw. südöstlich von Hofstetten-Flüh am Eingang des Wallentales auf einem schroffen 590 m ü. NN hohen Felsgrat. Im Ablauf der Jurafaltung stellten sich die Kalksteinschichten in diesem Bereich praktisch senkrecht auf und bildeten stellenweise einen sehr schmalen Felsgrat, auf dem man kaum eine Höhenburg erwarten würde (siehe unteres Bild). Der Zugang zur Ruine erfolgt – mittels etwas Kraxlerei – vom südöstlichen Ende des Felsgrates her und ist auf dem oberen Bild gezeigt.

## Anlage
Von der Festung sind nur geringe Mauerreste erhalten, so dass ihre gesamte Ausdehnung schwierig zu erfassen ist. 1412 wird von einem oberen und einem unteren Haus berichtet. Die wesentlichen Mauerreste sind am östlichen Ende des Felsgrates zu finden, der ein wenig breiter ist. Lesefunde weisen darauf hin, dass auch das westliche Ende des Grates in irgendeiner Form genutzt wurde. Die noch sichtbaren Mauerwerke wurden aus wenig behauenen Kalksteinbrocken errichtet. Der ursprüngliche Zugang führte zu einem an der Ostseite gelegenen Torbau am Fuss der Burg und dann über einen steilen Aufstieg und Treppen zu den höher gelegenen Teilen der Burg: Eine aus dem Fels geschlagene Treppe ist im oberen Bild sichtbar. Auf dem östlichen Teil des Grates, der ein wenig breiter ist als der Rest, stand wohl der Hauptbau und ein Turm.
Das Gelände südlich der Burg scheint künstlich terrassiert worden zu sein und wurde wohl zur Aufstellung von Ökonomiebauten genutzt. In der südlichen Wand des Felsgrates sind noch verwaschene Löcher sichtbar, die ev. Spuren von Balkenlöchern darstellen.
Hier ein Auszug aus einem Text des Ettinger Lehrers Paul Brodmann:

„Dass jetzt nur noch Wenige von den ehemals stattlichen Mauern vorhanden sind, rührt daher, dass die Ettinger beim Bauen ihrer Häuser dort Material dazu holten, um der Mühe des Steinbrechens überhoben zu sein. Es war gänzlich verschüttet und der Weg auf dasselbe hinauf nur guten Klettern zugänglich.
Anno 1864 erst hat ein Naturfreund von hier eine Treppe in den Felsen einschneiden lassen und die Oberfläche etwas geebnet, so dass man jetzt etwas bequemer hinaufsteigen kann, um die ehrliche Aussicht in die weite Ebene es Leimenthales, des Birsthales und des Sundgaus zu geniessen.“

Die im ersten Bild abgebildete Mauer ist die 1864 angebrachte Plattform.

## Geschichte
Über die Anfänge der Burg und der Motivation zu deren Bau ist nichts bekannt. Auch kann der heutige Name Fürstenstein alleine nicht unbedingt dahingehend gedeutet werden, dass der Bauherr der Bischof von Basel war. Da die Herren von Rotberg, mit Ausnahme der Festung Ruine Sternenberg, die ganze Gegend beherrschten, ist eher anzunehmen, dass die Fürstenstein durch sie gegründet wurde: 1302 wird die Fürstenberg erstmals als bischöfliches Lehen an die Rotberger erwähnt. In dieser Zeit wurden Burgen und die dazugehörigen Rechte oftmals von den Besitzern an einen mächtigen geistlichen oder weltlichen Herren übergeben, um deren Schutz sicherzustellen, und von diesem als Lehen an die ursprünglichen Besitzer zurücktransferiert. Im Krieg zwischen König Albrecht und dem Bischof von Basel wurde dann die Festung von den Habsburgern belagert. Die Belagerung wurde abgebrochen, nachdem König Albrecht am 1. Mai 1308 ermordet wurde.
Im Basler Erdbeben wurde die Burg beschädigt, aber rasch wieder repariert. 1410 zog sich der ehemalige, diktatorische Basler Bürgermeister Hans Ludmann von Rotberg in den Schutz der Festung zurück. Zur Stärkung seiner Machtposition verbündete er sich mit Katharina von Burgund, die sich ihrerseits 1411 mit Basel verbündete. Auf Grund einer Fehde Katharinas mit Heinrich zu Rhein und Rudolf von Neuenstein überfielen Heinrich und Rudolf die Festung Fürstenstein. Basel, als Verbündeter Katharinas, zerstörte darauf die Burg Fürstenstein und köpfte Heinrich zu Rhein und die gesamte Besatzung. 1515 wurde die Ruine mit den daran geknüpften Rechten an Solothurn verkauft, zusammen mit der ganzen Herrschaft der Rotberger.